# بيرتل تورفالدسن
بيرتل تورفالدسن (بالدنماركية: Bertel Thorvaldsen)‏ وهو نحات وصانع ميداليات دنماركي ولد يوم 19 نوفمبر 1770 في مدينة كوبنهاغن وهو ابن نحات الخشب الآيسلندي غوتسكالك تورفالدسن ((بالدنماركية: Gottskálk Þorvaldsson)‏ تم قبوله في الأكاديمية الملكية الدنماركية للفنون الجميلة وهو في الحادي عشر من عمره، فاز بعدة ميداليات من الأكاديمية، وبعد حصوله على منحة ملكية سافر إلى روما حيث قضى فيها معظم حياته (1789-1838)، توفي في يوم 24 مارس 1844، أغلب منحوتاته موجودة في متحف تورفالدسون وقد أشتهر بعمله تماثيل لنيكولاس كوبرنيكوس ويوزف أنتوني بونياتوفسكي في وارشو وماكسيمليان الأول يوزف ملك بافاريا وللبابا بيوس السابع والذي يتواجد تمثاله حالياً في كاتدرائية القديس بطرس.

## نشأته وتعليمه
وُلد بيرتل تورفالدسن عام 1770 (تذكر بعض المصادر ولادته عام 1768) في كوبنهاغن لأب أيسلندي الأصل، وهو نحات الخشب غوتسكالك تورفالدسن، وأم فلاحة يوتلندية، ولم يحصل على أي شيء يثبت ولادته فلم يُمنح شهادة ميلاد أو سجل معمودية بينما كان السجل الوحيد الموجود هو تأكيد صدر عنه في عام 1787 ادعى فيه النسب لسنوري تورفينسن الذي عُرف بكونه الأوروبي الأول المولود في أميركا.
كانت طفولة تورفالدسن متواضعة إذ أدمن والده الكحول ما أثر على مهنته، ولم تُعرف أي معلومات عن تعليمه فمن المحتمل أن يكون قد تلقى كامل تعليمه في المنزل لذا لم يكن جيدًا في الكتابة ولم يكتسب الثقافة المتوقعة من فنان. لكن في عام 1781 عندما كان في الحادي عشر من عمره قُبل بمساعدة من بعض أصدقائه في الأكاديمية الملكية الدنماركية للفنون الجميلة بداية كرسام ثم في مدرسة التصميم في عام 1786، وكان من بين أساتذته كل من نيكولاي أبيلدغار ويوهان ويدويلت اللذان أثرا لاحقًا في أسلوبه الكلاسيكي الحديث.
عمل بدوام جزئي مع والده الذي كان له التأثير الأول في اختياره لمهنته وتطوره كنحات، والذي ساعده في الحصول على الثناء والكثير من الميداليات من الفضية الصغيرة إلى الذهبية الكبيرة خاصة على تمثال القديس بطرس وهو يشفي المتسول الأعرج. كانت النتيجة في النهاية حصوله على منحة دراسية ملكية مكنته من إتمام تعليمه في روما فترك كوبنهاغن في الثلاثين من آب أغسطس على متن فرقاطة رست في باليرمو في كانون الثاني يناير من عام 1797، ثم سافر إلى نابولي حيث درس لمدة شهر قبل أن يدخل إلى روما في الثامن من آذار مارس من عام 1797، وكونه لم يُسجل منذ ولادته فقد احتفل بهذا اليوم كعيد ميلاده الروماني لبقية حياته.

## المسيرة المهنية
عاش تورفالدسن في روما في فيا سيستينا متخذًا من إسطبلات قصر باربيريني ورشة عمل له، تبناه فنيًا عالم الآثار وجمع القطع النقدية الدنماركي جوررج زويغا والذي أُعجب بتقدير الفنان الشاب للفن العتيق، وبينما كان يزوره باستمرار التقى آنا ماريا فون أوهدن التي كانت تعمل كخادمة في منزل زويغا والتي تزوجت من عالم آثار ألماني، وسرعان ما أصبحت عشيقة تورفالدسن فتركت زوجها عام 1803. وأنجبت في عام 1813 ابنتهما إليزا تورفالدسن.
درس تورفالدسن مع دنماركي آخر هو آسموس جيكوب كارستينس الذي شكل مصدر إلهام له بتعامله مع السمات الكلاسيكية، وكان أول نجاح حققه الفنان هو نموذج لتمثال بطل الميثولوجيا الإغريقية جاسون والذي انتهى منه في عام 1801 وحظي بإشادة النحات الأشهر في المدينة أنطونيو كانوفا. لكن عملية البيع لم تسر كما يجب وشارفت منحته على الانتهاء فقرر العودة إلى الدنمارك، وبينما كان عليه مغادرة روما في عام 1803 كلفه توماس هوب، ثري إنجليزي مهتم بالفنون، بتنفيذ نسخة رخامية من جاسون لكنه لم ينه العمل عليها إلا بعد 25 عامًا فسرعان ما أصبح تورفالدسن مشغولًا.
في عام 1805 كان عليه أن يوسع أعماله فاستعان بالعديد من المساعدين الذين كانوا يقومون بمعظم عملية تقطيع الرخام فاقتصر دوره على صنع النماذج وإضافة اللمسات الأخيرة، ثم كلفه لودفيغ الأول ملك بافاريا في عام 1808 بصنع تمثال للإله أدونيس والتي كانت واحدة من القطع الرخامية القليلة التي تولى تورفالدسن نحتها بنفسه، وهي أقرب أعماله للمُثل الإغريقية العتيقة.
مرض تورفالدسن في ربيع عام 1818، وفي عام 1819 زار بلده الأم الدنمارك حيث طُلب منه تصميم سلسلة ضخمة من تماثيل المسيح وتلامذته الإثني عشر لإعادة بناء ڤور فروي كيركي (التي سميت في ما بعد كاتدرائية كوبنهاغن)، ودُمرت أثناء القصف البريطاني للمدينة. لكنه نفذ ذلك بعد عودته إلى روما ولم ينته منه حتى عام 1838 عندما عاد بعمله إلى بلده فاستقبله شعبه كبطل.

## الأعمال
شكل تورفالدسن نموذجًا متميزًا للنحت في الفترة الكلاسيكية الحديثة فقورنت أعماله في كثير من الأحيان مع أعمال النحات الإيطالي أنطونيو كانوفا، لكن وضعيات وتعبيرات منحوتاته كانت أكثر قساوة وجمودًا من منحوتات كانوفا وجسد فيها النمط الفني الكلاسيكي اليوناني أكثر من الفنان الإيطالي معتقدًا أنه يمكن للفنان أن يصبح عظيمًا فقط بتقليد القطع الفنية الكلاسيكية، وهذا ما جعله الفنان الأول في هذا المجال بعد وفاة كانوفا في عام 1822.
غالبًا ما استوحى أعماله (من منحوتات، تماثيل، ونقوش) من الميثولوجيا الإغريقية إضافة إلى الفن والأدب الكلاسيكي، وأبدع في منحوتات لشخصيات مهمة كتمثال البابا بيوس السابع الموجود في كنيسة كلمنتين في الفاتيكان، فكان الفنان غير الإيطالي الأول الذي كُلف بهذه المهمة. لكن نظرًا لكونه بروتستانتيًا لا كاثوليكيًا، لم تسمح له الكنيسة بتوقيع عمله، ما أدى إلى انتشار قصة تقول إنه حفر وجهه على كتف البابا، ليثبت في ما بعد أنها قصة خيالية ناتجة عن بعض أوجه التشابه الصغيرة بين وجه تورفالدسن والمنحوتة.
يمكن رؤية أعمال هذا الفنان في العديد من الدول الأوروبية لا سيما في متحفه في كوبنهاغن حيث يوجد قبره في الفناء الخلفي، ونصب الأسد التذكاري في مدينة لوسرن في سويسرا والذي خلد تضحيات أكثر من 600 ألف جندي من الحرس السويسري الذين ماتوا دفاعًا عن قصر التويليري أثناء الثورة الفرنسية وكان النصب عبارة عن أسد ميت مستلق على رموز محطمة تعود للملكية الفرنسية. كذلك العديد من التماثيل المؤثرة لشخصيات تاريخية بما فيها اثنان في مدينة وارسو في بولندا، وهما تمثال الفروسية للأمير يوزف بونياتوفسكي الذي يوجد حاليًا أمام القصر الرئاسي، ونيكولاس كوبرنيكوس أمام مبنى الأكاديمية البولندية للعلوم والذي صُممت نسخة برونزية طبق الأصل منه في عام 1973 ووضعت على ساحل بحيرة شيكاغو في متحف الحرم الجامعي للمدينة.، إضافة إلى النصب التذكاري ليوهان غوتنبرغ الموجود في مدينة ماينتس الألمانية.

## المتاحف والمجموعات
يقع متحف تورفالدسن في جزيرة سلوت شولمن الصغيرة الواقعة في مركز العاصمة الدنماركية كوبنهاغن إلى جانب قصر كريستيانسبورغ. صُمم هذا المتحف من قبل المهندس المعماري الدنماركي مايكل غوتليب بيركنز بيندسبول بعد أن جُمعت مصاريف بنائه من صناديق التبرعات في عام 1837.
يعرض المتحف مجموعة من أعمال الفنان سواء كانت من الرخام أو من الجص بما فيها التصاميم الجصية الأصلية التي استُخدمت في صنع التماثيل البرونزية والرخامية والنقوش البارزة، ولم يقتصر عرض هذه الأعمال على هذا المتحف إنما عُرضت في متاحف أخرى، وكنائس، وغيرها من المواقع حول العالم. يضم المتحف أيضًا مجموعة تورفالدسن الشخصية من اللوحات، المنحوتات الرومانية واليونانية، الرسوم، والمطبوعات التي جمعها خلال حياته إلى جانب العديد من المقتنيات التي استخدمها في حياته اليومية والأدوات التي استعملها خلال عمله.
وعلى الرغم من أن تورفالدسن كان أقل شهرة خارج أوروبا، فإن كاتبًا أمريكيًا كتب في عام 1896 عن تمثاله كريستوس تورفالدسن الذي يجسد قيامة المسيح والذي صُمم لكاتدرائية كوبنهاغن «يعتبر التمثال الأكثر كمالًا للمسيح في العالم»، وقد نال التمثال إعجاب أعضاء كنيسة يسوع المسيح لقديسي الأيام الأخيرة (إل دي إس) فصُممت نسخة طبق الأصل عنه عُرضت في ساحة المعبد في ولاية يوتاه الأمريكية، يوجد من هذا التمثال نسخ في كل من قاعة زوار الكنيسة، ومعبد ميسا أريزونا، ومعبد لاي هاواي، ومعبد مكسيكو سيتي مكسيكو، ومعبد لوس أنجلس في كاليفورنيا، ومعبد بورتلاند أوريغون، ومعبد واشنطن دي.سي، ومعبد هاملتون نيوزيلاند، إضافة إلى صور تعرضها كنيسة إل دي إس على مواقعها الإلكترونية الرسمية.

## منحوتات

منحوثات لبيرتل تورفالدسن
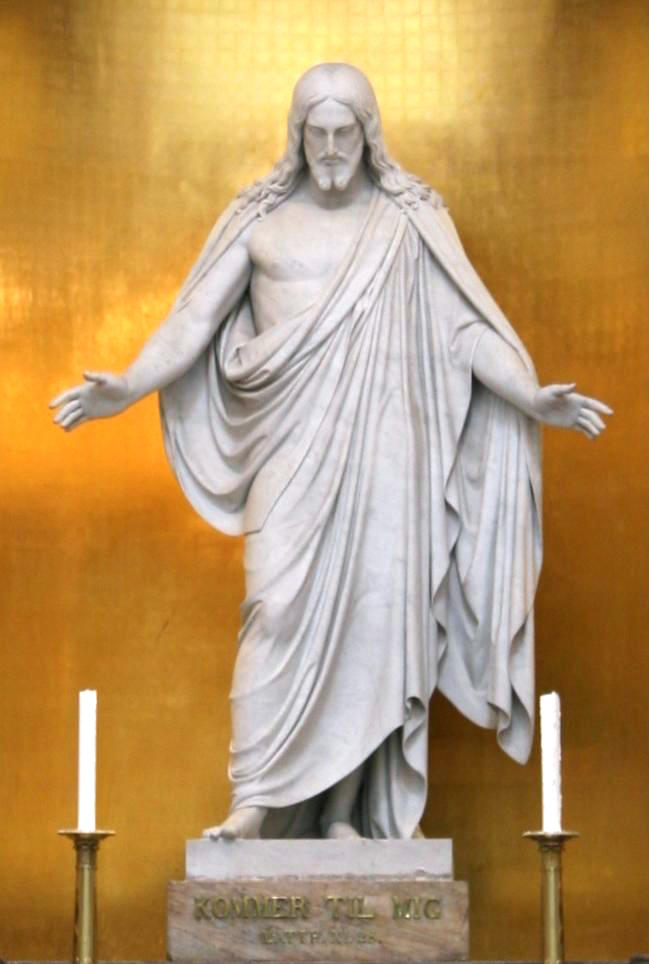
المنحوثة الأصلية لكريستوس (يسوع),بكنيسة الدنمارك في كوبنهاغن(en).
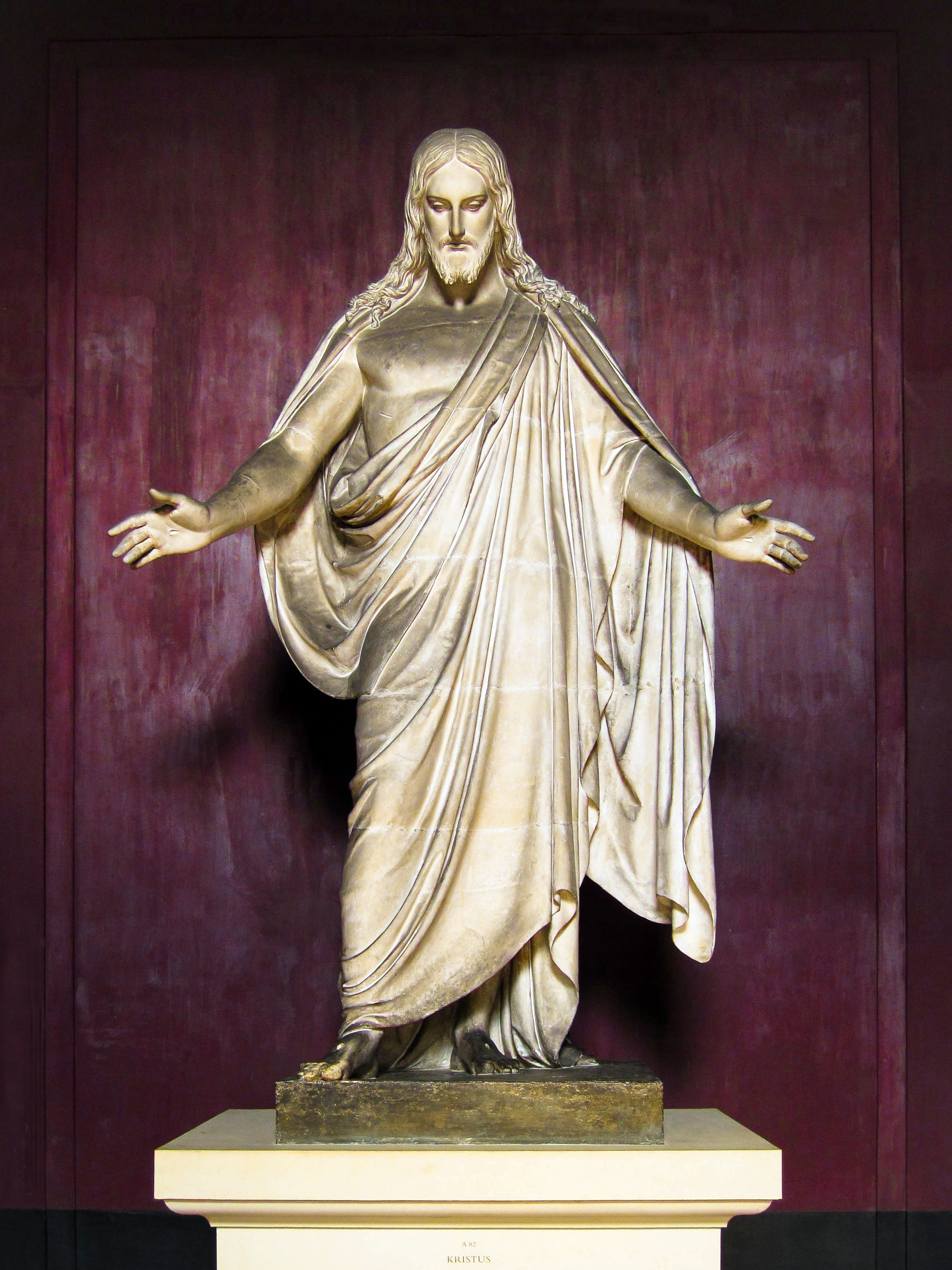
منحوثة (مسودة) لكريستوس, متحف تورفالدسون
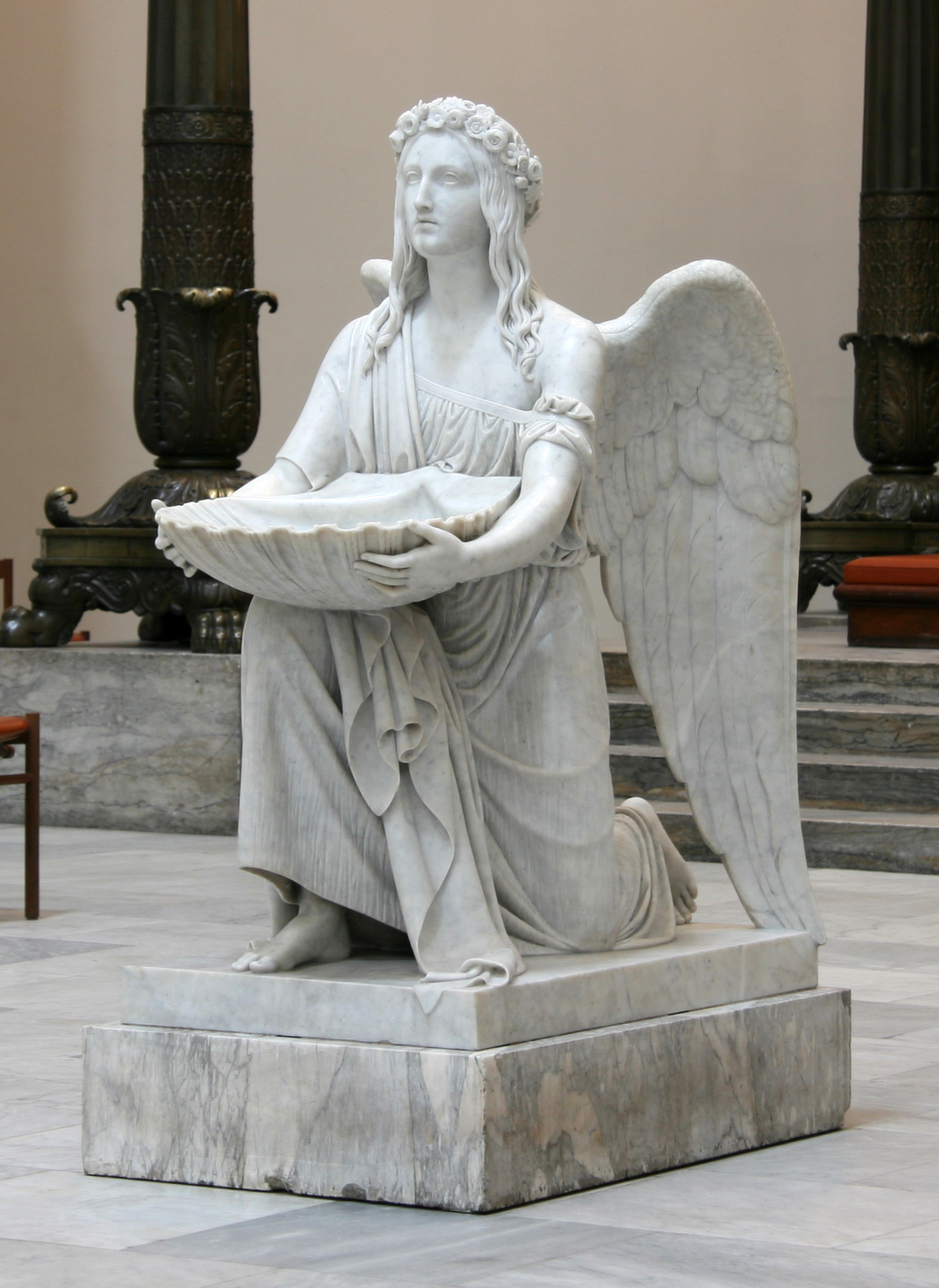
مياه التعميد, كاتدرائية كوبنهاغن
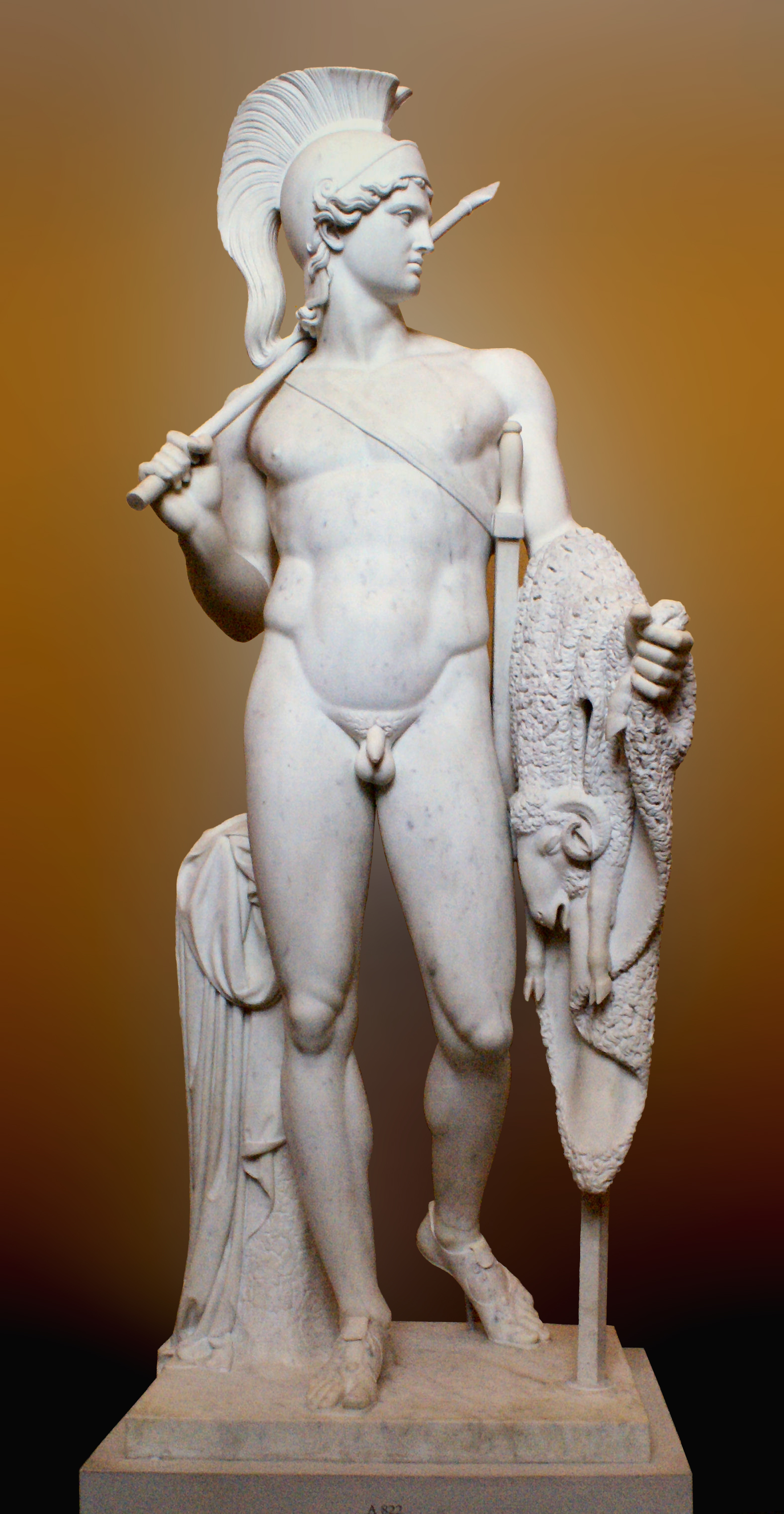
جاسون والصوف الذهبي, القطعة الفنية الأولى لتورفالدسن
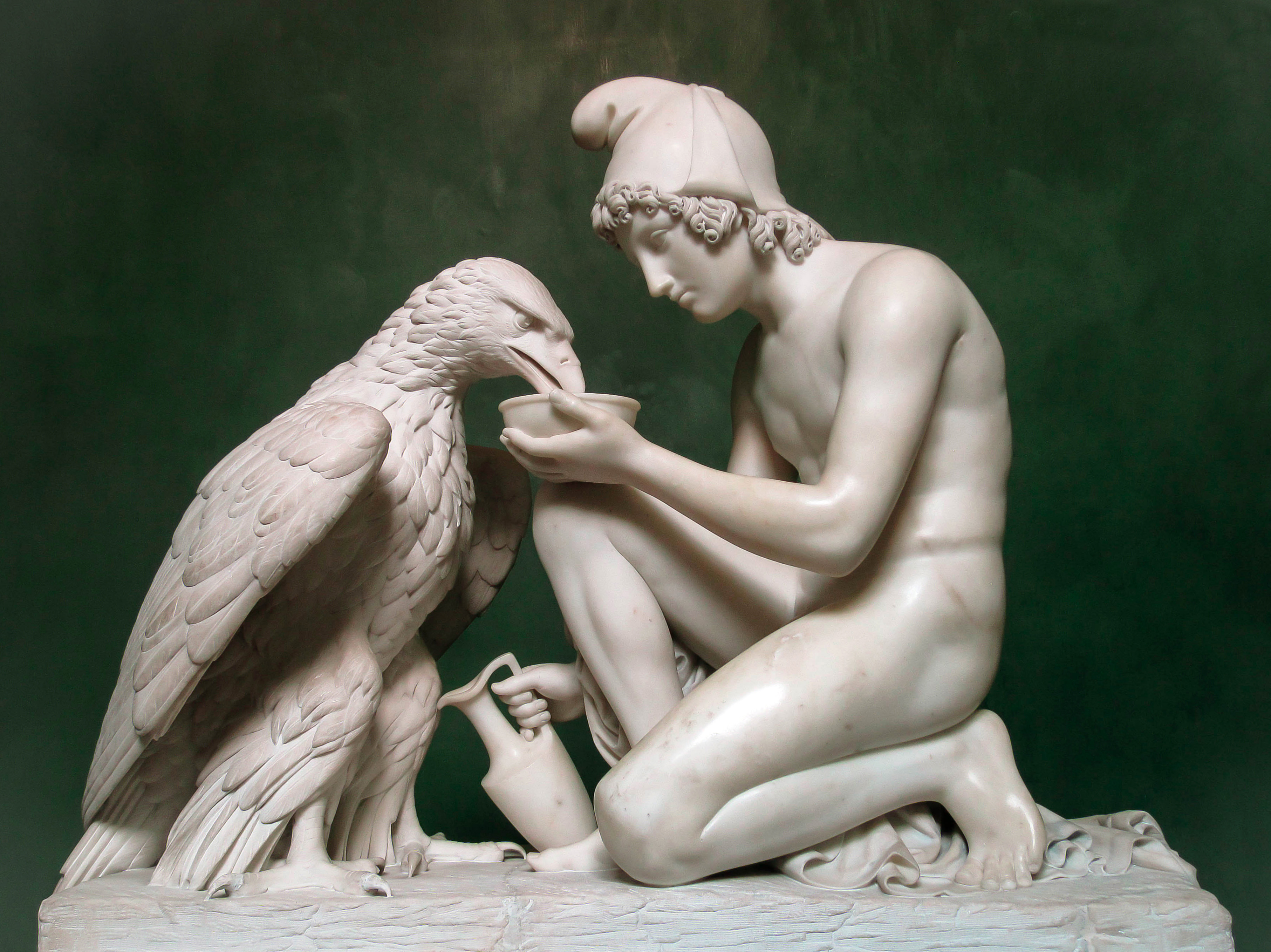
غانيمادس يسقي زوس على هيئة نسر, متحف تورفالدسون
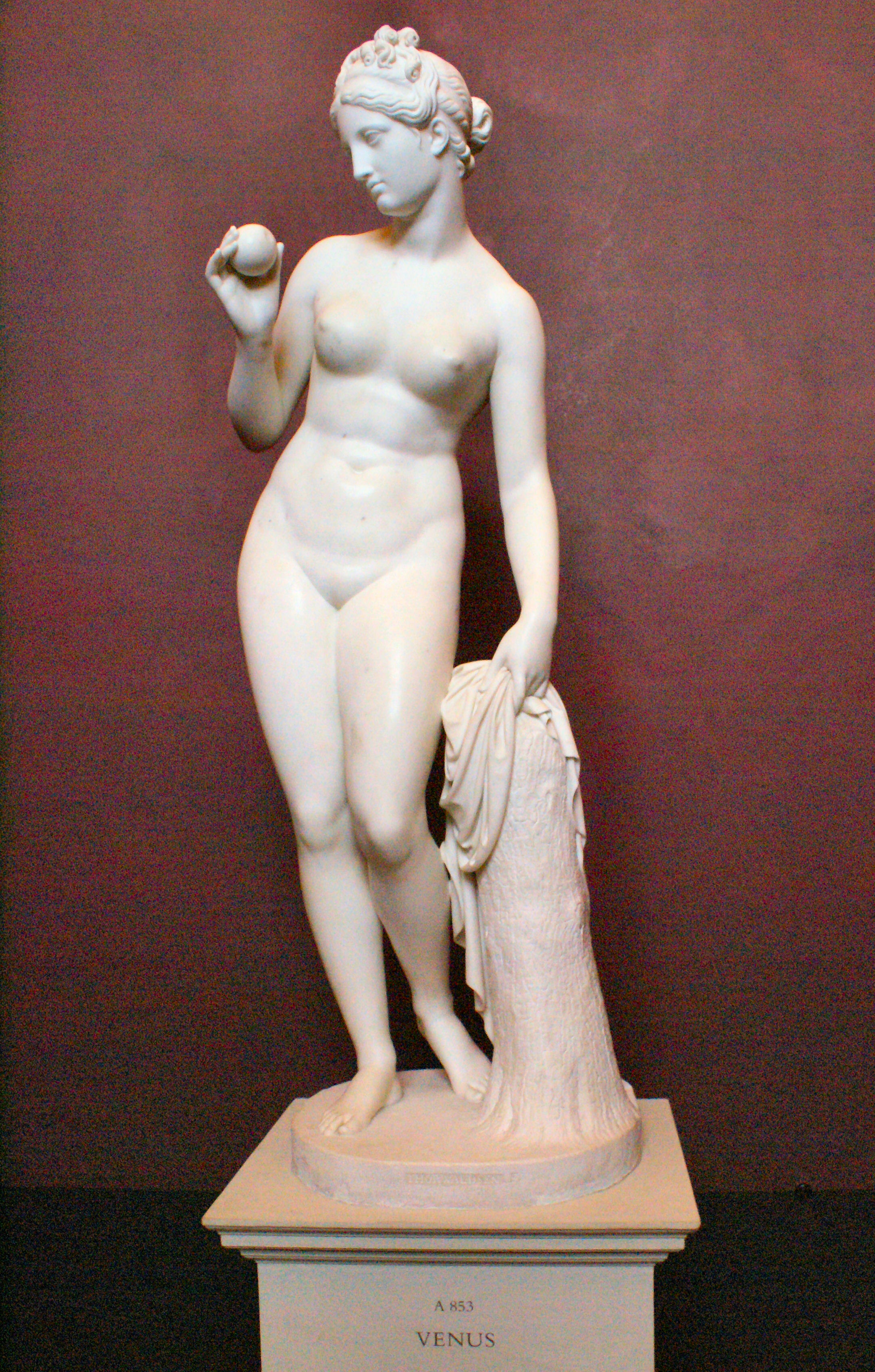
فينوس والتفاحة
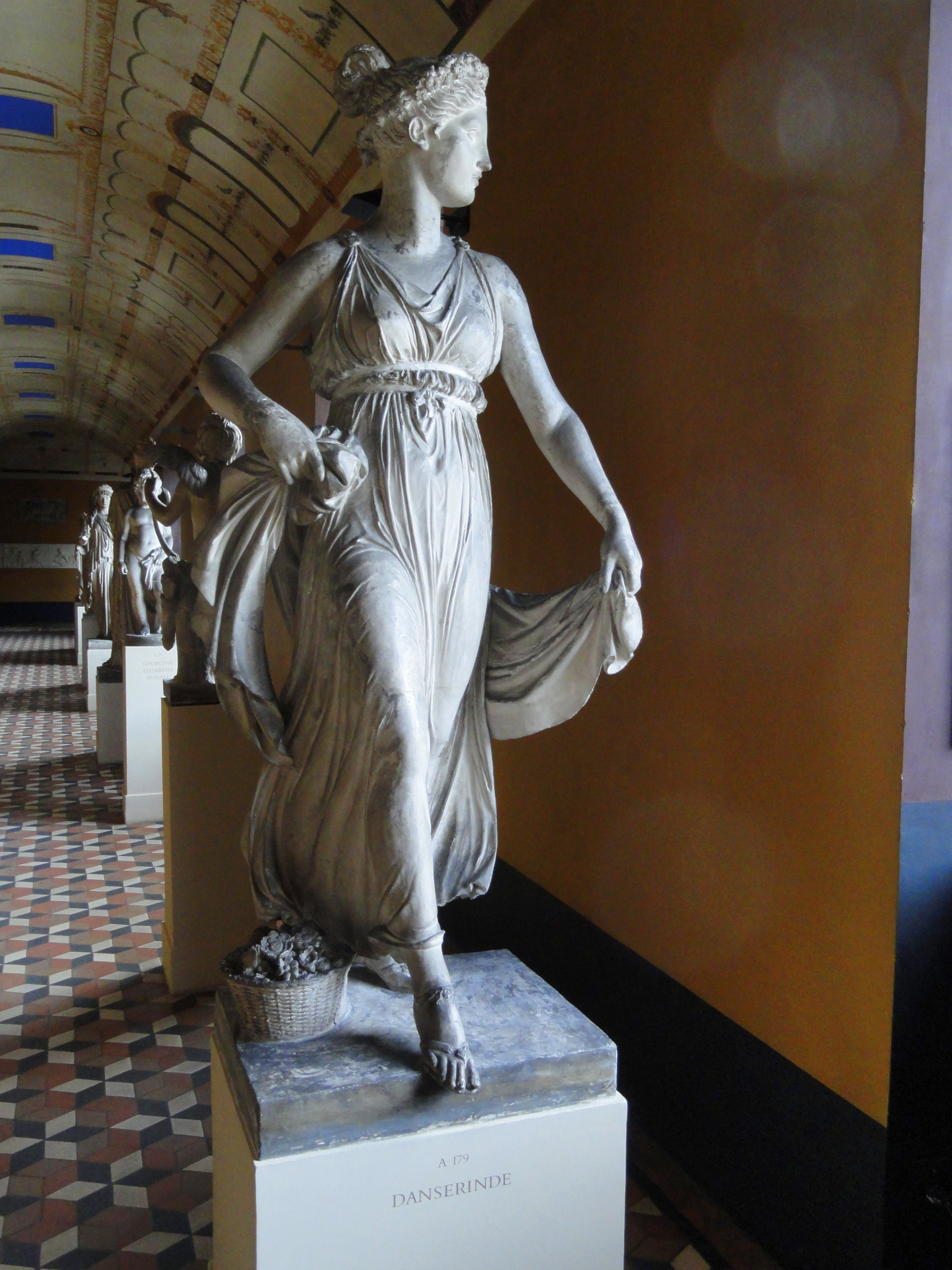
الفتاة الراقصة
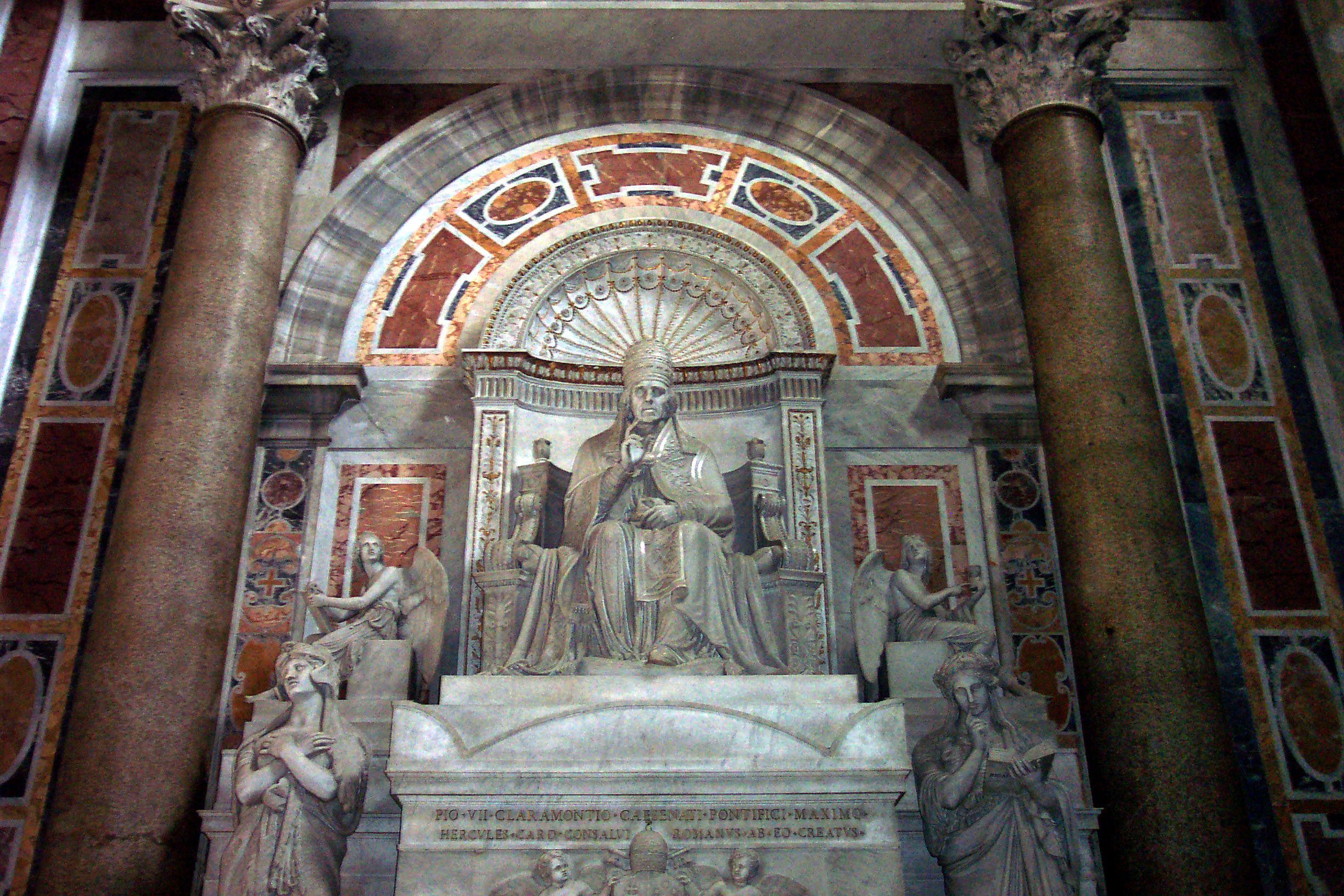
مَعلمَة لقبر بيوس السابع,في كاتدرائية القديس بطرس
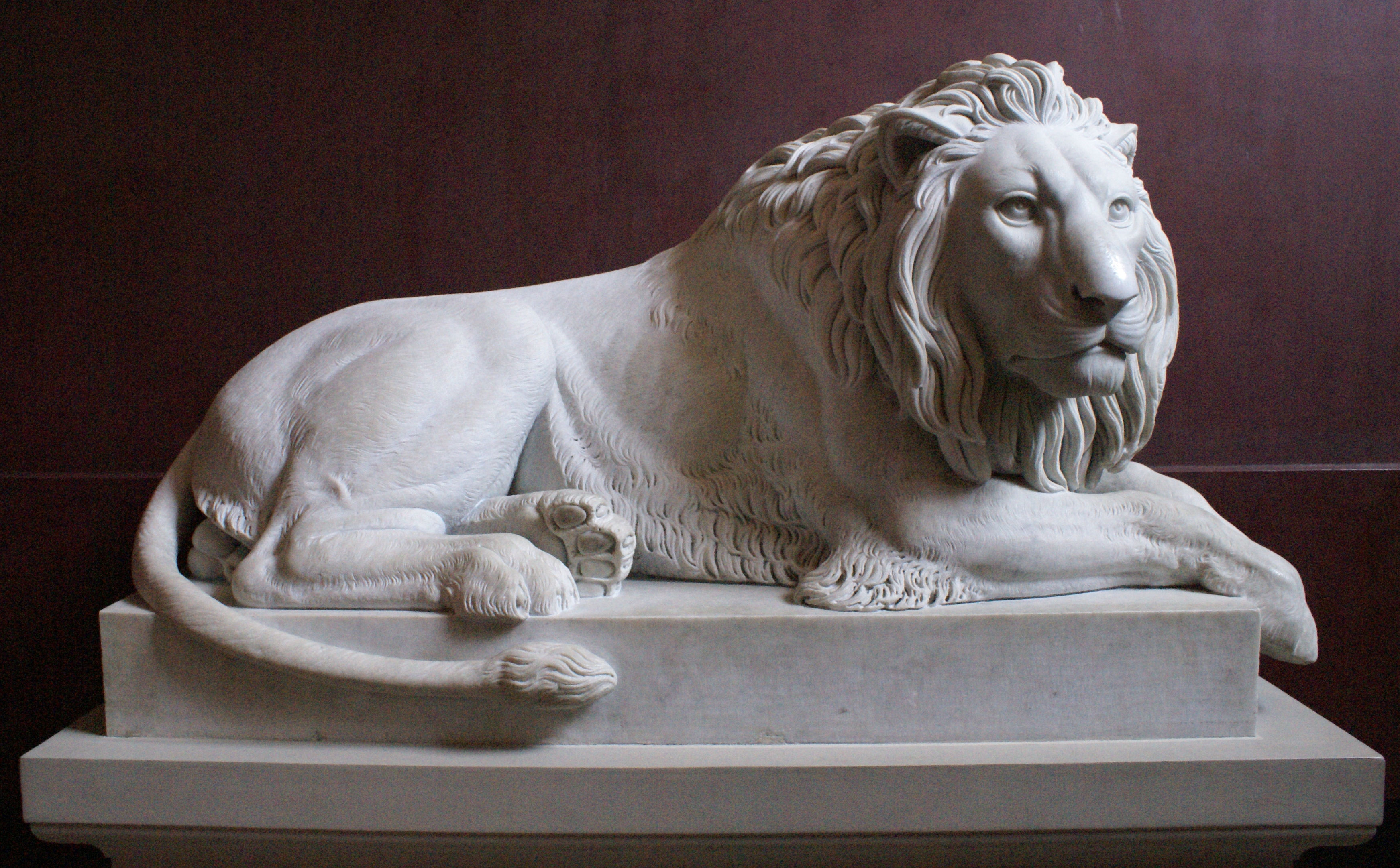
أسد من أعمال تورفالدسن.

## روابط خارجية
- بيرتل تورفالدسن على موقع الموسوعة البريطانية (الإنجليزية)